# Paranthura antarctica
Paranthura antarctica är en kräftdjursart som beskrevs av Oleg Grigor'evich Kussakin 1967. Paranthura antarctica ingår i släktet Paranthura och familjen Paranthuridae. Inga underarter finns listade i Catalogue of Life.